# Rionegro del Puente
Rionegro del Puente és un municipi de la província de Zamora a la comunitat autònoma de Castella i Lleó. Comprèn els nuclis de Villar de Farfón, Santa Eulalia del Río Negro i Valleluengo.

## Demografia
| 1991 | 1996 | 2001 | 2004 |
| ---- | ---- | ---- | ---- |
| 444  | 427  | 384  | 385  |